# Fontaine de la Porte-Dorée
La fontaine de la Porte-Dorée est une fontaine du 12e arrondissement de Paris, en France.

## Localisation
La fontaine occupe le terre-plein central de la place Édouard-Renard, ou square des Anciens-Combattants-d'Indochine, à l'intersection de l'avenue Daumesnil et des boulevards Soult et Poniatowski, à quelques dizaines de mètres du bois de Vincennes.

## Caractéristiques

### Fontaine
La fontaine est composée de plusieurs bassins en cascade. À l'extrémité est, un grand bassin d'environ 12 m de côté est alimenté par 3 vasques concentriques en demi-cercle. Ce bassin s'écoule ensuite vers l'ouest dans 7 bassins rectangulaires en enfilade, de 8 m de long sur 1,5 m de large. Le dernier bassin rectangulaire se déverse dans un petit bassin en semi-circulaire où l'eau est évacuée. Au total, la fontaine mesure environ 70 m de long.
Le grand bassin supérieur comporte quatre jets d'eau. Chacun des petits bassins rectangulaires est encadré par deux vasques, qui comportent elles-mêmes chacune un petit jet d'eau.

### Statue d'Athéna
La partie supérieure de la fontaine est occupée par une statue de la déesse grecque Athéna, d'environ 5 m de hauteur, en bronze doré. Athéna est représentée tenant une lance dans sa main droite, Niké — la déesse de la victoire — posée sur sa main gauche et un bouclier à ses côtés. Elle est revêtue d'un casque gaulois. La statue repose sur un socle en pierre.

D’abord commandée à Antoine Bourdelle, la statue devait à l’origine occuper le péristyle du musée des Colonies. Disposée devant le perron durant l’exposition, la statue trouve sa place actuelle après la fin de l'exposition coloniale. Alfred Janniot moque en 1930 le projet : « Une fois de plus, on n’aura pas réussi à réaliser une statue représentant la France autrement qu’avec des attributs grecs [la statue est pourtant armée à la gauloise] qui n’ont rien à voir avec la France et lui donnent beaucoup plus l’aspect d’un gendarme qu’autre chose. »

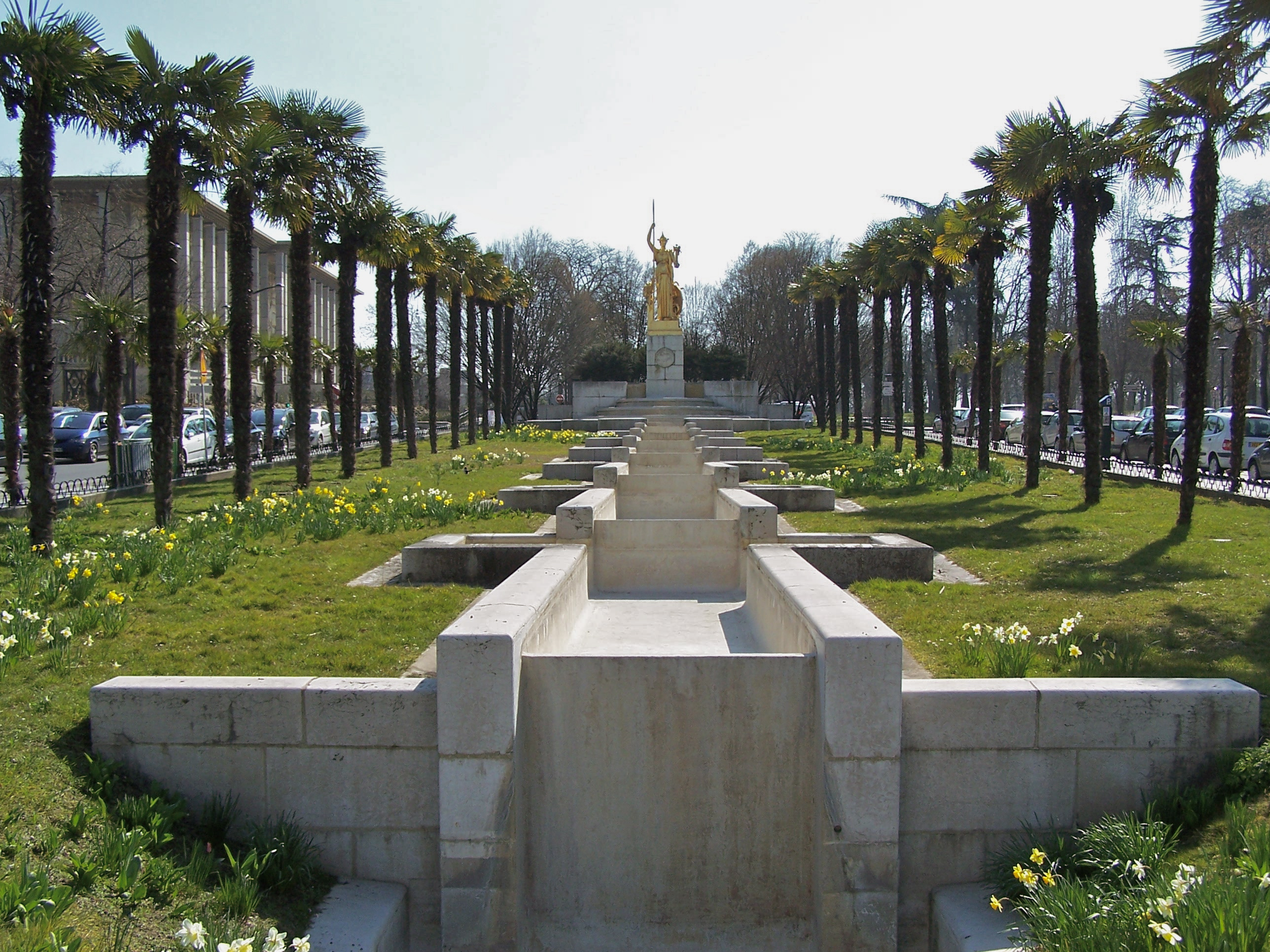
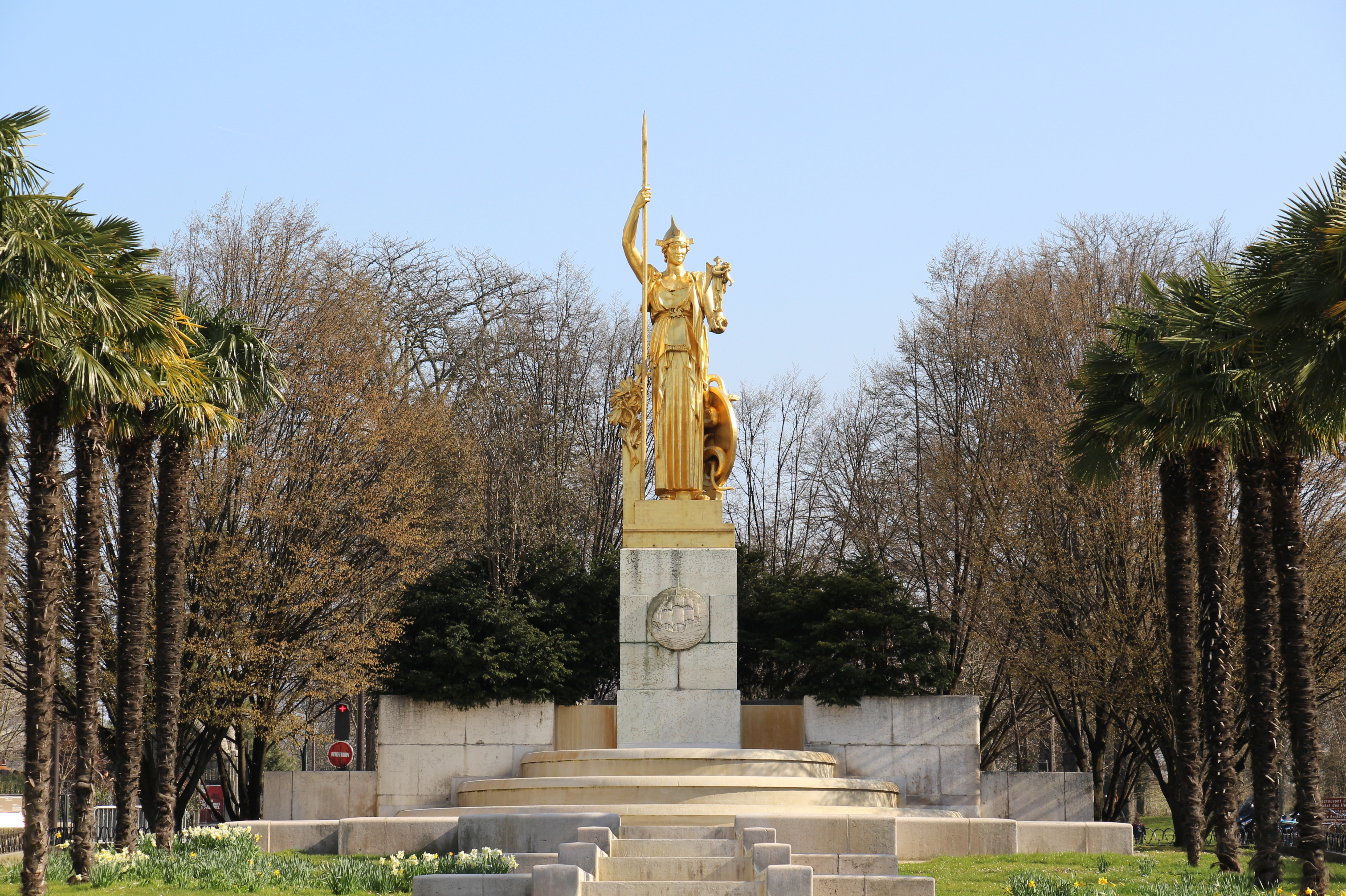

## Historique
La statue d'Athéna est réalisée par le sculpteur Léon-Ernest Drivier pour l'Exposition coloniale de 1931. Elle occupe alors le péristyle du palais de la Porte Dorée, devant l'entrée principale. Elle est alors intitulée La France apportant la paix et la prospérité aux colonies,.
La place Édouard-Renard est aménagée en 1935 par l'architecte Louis Madeline. La statue d'Athéna est alors déplacée à son emplacement actuel.